# Christof Reichert
Christof Reichert (* 20. Februar 1967 in Landau in der Pfalz) ist ein deutscher Politiker (CDU). Er ist seit 1. Oktober 2017 Mitglied im Landtag von Rheinland-Pfalz.

## Leben
Nach dem Besuch der Grundschule von 1973 bis 1977 in Hauenstein und des Otfried-von-Weißenburg-Gymnasium in Dahn absolvierte Reichert von 1983 bis 1987 eine Ausbildung bei der Verbandsgemeinde Hauenstein. Parallel zur Tätigkeit als Beamter bei der Verbandsgemeinde Hauenstein absolvierte er von 1987 bis 1989 die Fachoberschule Wirtschaft in Landau. Von 1989 bis 1992 erfolgte ein Studium an der Fachhochschule für öffentliche Verwaltung Rheinland-Pfalz in Mayen, welches als Diplom-Verwaltungswirt (FH) abgeschlossen wurde. Von 1992 bis 2014 war er Werkleiter der Verbands- und Gemeindewerke Hauenstein. Bis zu seinem Eintritt in den Landtag war er beim Rechnungshof Rheinland-Pfalz in Speyer tätig.

## Politik
Christof Reichert trat 1983 in die CDU ein und war von 1995 bis 2010 Vorsitzender des CDU Gemeindeverbands Hauenstein. Seit 2010 ist er Vorsitzender des CDU-Kreisverbands Südwestpfalz und seit 2013 gehört er dem Vorstand des CDU Bezirksverbands Rheinhessen-Pfalz an.
In den Kreistag des Landkreises Südwestpfalz wurde er 1999 gewählt. Seit 2004  ist er ehrenamtlicher Kreisbeigeordneter des Landkreises Südwestpfalz.
Zum 1. Oktober 2017 rückte er für Susanne Ganster  in den rheinland-pfälzischen Landtag nach. Diese trat zuvor das Amt der Landrätin der Südwestpfalz an. Im Landtag gehört Reichert dem Ausschuss für Wissenschaft, Weiterbildung und Kultur sowie dem Petitionsausschuss an. Zudem ist Reichert gewähltes Mitglied im interregionalen Parlamentarierrat und beim Oberrheinrat. Bei der Landtagswahl in Rheinland-Pfalz 2021 erhielt er das Direktmandat im Wahlkreis Pirmasens.